# Parque nacional Fossil
El parque nacional Fossil (Parque nacional de fósiles de plantas de Mandla) es un parque nacional de la India, en el distrito de Mandla, que se encuentra en el estado de Madhya Pradesh. Ahí se encuentran numerosas plantas fosilizadas, que existieron en la India entre hace 40 y 150 millones de años, dispersos por siete localidades del distrito: Ghuguwa, Umaria, Deorakhurd, Barbaspur, Chanti-hills, Chargaon y Deori Kohani.

## Descripción
Este parque nacional de fósiles de plantas de Mandla es una zona que se extiende por una superficie de más de 274.100 metros cuadrados. Fósiles semejantes se encuentran en otras tres localidades del distrito, pero quedan fuera del parque nacional. 
El Instituto de Paleobotánica Birbal Sahni, de Lucknow, ha realizado algunos trabajos sobre los fósiles de plantas de Mandla, aunque el estudio aún se encuentra en un estadio preliminar. En Ghuguwa y Umaria los troncos petrificados de árboles se alzan y han sido identificados como gimnospermas y angiospermas- monocotiledóneas y palmas. También hay algunas plantas briofitas. Hay dudas sobre si los fósiles proceden de finales del período Jurásico o del Cretáceo temprano y medio. Esto es porque cuando se rompió la masa de tierra única, Pangea, se dividió, por la deriva continental, en Laurasia y Gondwana en algún momento entre las eras cretácica y jurásica. La India formó parte de Gondwana. Dependiendo de la edad en que ocurrió la separación, los fósiles son del Jurásico o del Cretácico.
Entremezclados con los fósiles de plantas se encuentran fósiles de moluscos. Una teoría es que la zona en la que se encuentran los fósiles, como el valle de Narmada cerca de Mandla, por ejemplo, fue en realidad una inundación profunda del mar en la India peninsular hasta la época terciaria post-cámbrica, alrededor de hace unos 40 millones de años. Esto significa que Narmada fue un río muy corto que terminaba en el mar interior por encima de Mandla, y que el retroceso del mar causó perturbaciones geológicas, que crearon el actual valle de falla a través del cual los ríos Narmana y Tapti fluyen en su actual curso al mar de Arabia. Todo esto, sin embargo, son especulaciones y conjeturas porque el interés por los fósiles de Mandla es aún reciente y faltan detallados estudios científicos. 
Una región tan antigua como esta dice mucho de cómo era Madhya Pradesh hace millones de años. La ausencia de dicotiledóneas sugieren que la evolución de las plantas estaba aún en una fase temprana. Todo el asunto requiere un estudio mucho más detallado. 

## Peligros del parque nacional
El parque nacional se extiende por campos agrícolas en siete puebles que no están uno pegado al otro, lo que hace difícil proteger los fósiles. Los fósiles parecen rocas ordinarias y pueden ser removidas de los campos, de forma inconsciente, por los campesinos, o son dañados por los turistas o para ser vendidos ilegalmente. En los pueblos de Chargaon y Deori Kohani se han producido amplios daños, especialmente por la excavación de fósiles de moluscos.  
Para salvar este parque nacional fósil, se han propuesto determinadas líneas de actuación: el establecimiento de una unidad administrativa separada para su manejo, la adquisición de la tierra en la que se encuentran los fósiles, la delimitación de la misma y, finalmente, que la universidad más cercana, que es la de Jabalpur, cree una unidaad de investigación especial dedicada a los fósiles. 